# Jerzy Porębski (reportażysta)
Jerzy Porębski (ur. 23 kwietnia 1934 w Warszawie, zm. 14 lutego 2016) – polski reżyser, scenarzysta i dziennikarz.
Był absolwentem Uniwersytetu Warszawskiego. Związany był z tygodnikami studenckimi Od nowa oraz IDT, a następnie z komitetem do spraw Radia i TV. Był członkiem Stowarzyszenia Filmowców Polskich.

## Filmografia
- 1971: Życie wśród słów (scenariusz, realizacja)
- 1971: Teatr Ogromny (scenariusz, realizacja)
- 1971: Osiem dni w Warszawie (scenariusz, realizacja)
- 1971: Giełda (scenariusz, realizacja)
- 1973: Pan na Wawelu (scenariusz, realizacja)
- 1978: Literatura polska i jej twórcy (scenariusz, realizacja)
- 1978: Legenda generała (scenariusz, realizacja)
- 1980: Śniadrwy (scenariusz, realizacja)
- 1981: Zwierzenia Erskine’a Caldwella (scenariusz)
- 1984: Zalew Zegrzyński (scenariusz, reżyseria)
- 1984: Daleko i jeszcze dalej (scenariusz, reżyseria)
- 1986: Azyl (scenariusz, reżyseria)
- 1988: Było, minęło, nie wróci (scenariusz, reżyseria)
- 1992: Puszcza Borecka (scenariusz, realizacja)